# دومینیک جرالد کورک

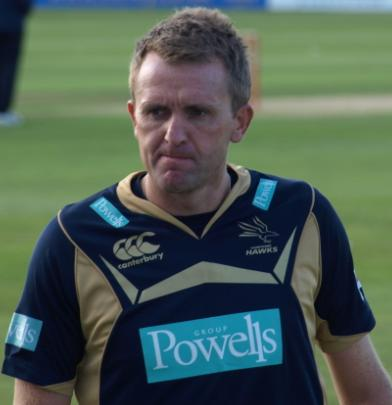

دومینیک جرالد کورک (به انگلیسی: Dominic Gerald Cork) (زادهٔ ۷ اوت ۱۹۷۱) بازیکن بین‌المللی سابق کریکت اهل انگلستان است. کورک کوچک‌ترین پسر از سه پسر در شهر نیوکاسل-آندر-لایم به دنیا آمد و از مری و جرالد کورک، هر دو کاتولیک متولد شد. پدربزرگ او، آرچیبالد کورک، در دهه ۱۹۱۰ برای باشگاه پورت ویل فوتبال غیر لیگ بازی می‌کرد. پدرش به عنوان مشاور مالی کار می‌کرد. او قبل از ادامه تحصیل در کالج نیوکاسل-آندر-لایم، در کالج سنت جوزف، استوک-آن-ترنت تحصیل کرد.